# ناحیه موناراگالا
ناحیه موناراگالا (به لاتین: Monaragala District) یک ناحیه در سری‌لانکا است که در استان یووا واقع شده‌است.

## خصوصیات
ناحیه موناراگالا ۵٬۶۳۶ کیلومترمربع مساحت و ۴۴۸٬۱۹۴ نفر جمعیت دارد.